# アルカナハート
『アルカナハート』 (ARCANA HEART) は、エクサムが展開する2D対戦格闘ゲームのシリーズ名、およびその第1作のタイトル。第1作のみ悠紀エンタープライズが開発・販売し、その後エクサムが権利譲渡を受けた。エクサムの事業停止後のシリーズ開発・運営はチームアルカナへ移管されている。

## 概要
SNKプレイモアが発売した『サムライスピリッツ零』シリーズを開発した実績を持つスタッフが製作する2D対戦型格闘ゲーム。
キャラクターが全て美少女で占められており、巨乳巫女・スクール水着+ランドセル・魔女ッ子・セクシーアンドロイド・メイドなど非常にニッチな層を狙った作品である。後にバランス調整版の『FULL!』、シリーズ続編である『2』と、同作のマイナーチェンジ版となる『すっごい!』、その続編である『3』と、同作のマイナーチェンジ版『LOVE MAX!!!!!』および『LOVE MAX SIX STARS!!!!!!』が制作されて稼動している。
なお、登場キャラクターが全て女性となっているケースは、アーケード発の対戦格闘ゲームとしてはテクモの『闘姫伝承 ANGEL EYES』以来である。
登場キャラクターのうち、愛乃はぁとは、アークシステムワークスの対戦型格闘ゲーム『BLAZBLUE CROSS TAG BATTLE』にゲスト出演している。

## シリーズ作品

### アルカナハート
シリーズ第1作目。2006年12月22日に正式稼動。また正式稼働の前の2006年10月下旬ごろにロケーションテストを行っている。

#### アルカナハートFULL!
初代『アルカナハート』で露呈した問題点を修正して、キャラクターカラーや練習モードを追加したアップデート版で、通称『FULL!』（以下『FULL!』と表記）。
概要
開発スタッフが独立して起こした新会社の株式会社エクサムが販売を引き継いでいる。
調整内容は基本的に「強すぎる技の下方修正」が行われたもので、バランスが大きく変化するものではなかった。
また上記のバランス調整以外は、ゲーム性に直接関係のない追加要素、「不具合」の修正というマイナーバージョンアップにとどまる内容になっている。
あくまでバージョンアップキットであり、初代『アルカナハート』がなければ稼動させることはできない。
闘劇騒動
『月刊アルカディア』主催の対戦型格闘ゲーム大会『闘劇』の競技タイトルに初代『アルカナハート』が選ばれていたが、競技タイトル発表後にバージョンアップが告知されたため、タイミング的に問題となった。闘劇予選登録店の中に、『FULL!』にバージョンアップする予定がない、または未定とする店舗があると考えられたためである。
しかし調査によると、参加店舗の約8割がバージョンアップを検討しているという結果が出たため、本大会では『FULL!』が使用されることが決定した。
だが、上記のような店舗のことを考慮して、予選は初代『アルカナハート』で行うのもやむなしとされ、さらに本選では2作品の内容の違いから使用キャラクターの変更が許可されるという事態になった。

#### アルカナハート PS2版
コンシューマー移植版。AQインタラクティブより2007年10月11日にフルプライス版が、2008年10月16日に廉価版が発売。また、2008年4月にはATLUS USAによる北米地域での販売が開始されている。
業務用との相違点
- 戦闘間やエンディングでのデモ時、業務用では音声がなかったものがフルボイス化。
- 『アルカナハート』と『FULL!』の両バージョンの性能選択が可能。
- ギャラリーモードが追加され、既存の絵や描き下ろしの絵が見ることができる。
- オープニングデモが、主題歌付の完全新作のアニメーションへの差し替え（なお、業務用のオープニングデモは初代『アルカナハート』、『FULL!』共にギャラリーモードで鑑賞可能）。
- 美凰のエンディングでの一枚絵の差し替え。
- BGM「Save a future」のラスト7秒ほどがカットされている。
- 業務用の無印では隠しキャラクターであったフィオナと鋼のアルカナが、最初から使用可能。
- トレーニングモードが時間無制限になった。

### アルカナハート2
『月刊アルカディア』2007年11月号で発表された続編。2008年3月21日稼動開始（一部店舗では20日より）。以下『2』と表記する。
2012年2月22日よりNESiCAxLiveにて配信。
『FULL!』までとの相違点
- 新型システム基板を使用。
  - 専用基板を使用していた前作に対し、今作では新規開発の汎用基板システム「eX-BOARD」を採用。従来の約2倍の外部出力端子を備え、旧型筐体での稼働やライブモニター・録画機器などの接続が容易となっている。
- ボタンが4つから5つに増加。
  - 前作の『FULL!』までは各種アルカナ技とホーミングアクションを使用する際、両方ともアルカナボタンを使用したのだが、『2』ではそれぞれ別のボタンを使うようになった。これによりアルカナ技を出そうとして、ホーミングキャンセルが暴発するというようなことがなくなった。
- 新システム追加。
  - 詳細は『2』からの追加システムを参照。
- 新キャラクター、新アルカナ追加。
  - 前作のキャラクターがほとんど日本人であったのに対して、本作の追加キャラクターは全員外国人。詳細は『2』より参戦を参照。
- 背景の一新。

#### すっごい!アルカナハート2 〜転校生 あかねとなずな〜
『2』の新バージョン。2008年10月30日稼動開始。一部のバランスや仕様変更と、追加要素が加えられている。バージョン番号は2.5とされている。
『2』と同じく2012年2月22日よりNESiCAxLiveにて配信。
『2』までとの相違点
- キャラクターのイメージイラストを、赤賀博隆が描いたものへと一新。
- 新キャラクター・新アルカナの追加。
  - 詳細は『すっごい!』より参戦を参照。
- 新ステージ追加。
- キャラクターの新カラーを追加。
  - スタートボタンを押しながらキャラクターを選択すると新カラーが選べる。
- ゲームバランス調整。

また、以下の変更点を加えたバージョン（Ver2.6）が2009年2月27日より稼動開始。
- トレーニングモードの追加。
- 一部不具合の修正。
- ゲームバランス調整。

#### すっごい!アルカナハート2 PS2版
コンシューマー移植版。2009年4月9日発売。PS2に搭載されているメモリーの容量の相違の結果、フレームレートや解像度などがアーケード版より下がっている。

### アルカナハート3
2009年12月22日稼動開始。「新しいアルカナハート」のコンセプトにより作られた。
『すっごい!』までとの相違点
- 戦闘時の絵以外が全て『すっごい!』のイメージイラストを担当した赤賀の絵に変更。
- 新キャラクター・新アルカナの追加。北欧神話の登場人物をモデルとした、アルカナと同様の能力を持つ人工聖霊「ガイスト」の登場。
  - 詳細は『3』より参戦を参照。
- パワーゲージとホーミングゲージを排除し、代わりに両方を統合した新ゲージ、「アルカナゲージ」が追加。
- 『アルカナハート』から『すっごい!』まで採用されていたシステム、「アルカナフォース」が削除。代わりに新たなシステムとして「エクステンドフォース」が追加。契約アルカナの大技、「アルカナブレイズ」はこの「エクステンドフォース」展開中に使用できる。
- 『2』『すっごい!』で採用されていたシステム、「アルカナブラスト」の削除。
- 緊急回避用のシステム、「アルカナバースト」の追加。
- 上記の「エクステンドフォース」「アルカナバースト」を使用するためのゲージ、「フォースゲージ」の追加。
- 新機能「シンプルモード」の追加。
  - 複雑なコマンド入力が簡略化され、格闘ゲームが苦手なプレイヤーでも自在に連続技を決められるようになる。ただし、多くの制約も加わる。詳細は『3』からの追加システムを参照。

#### アルカナハート3 Xbox 360/PS3版
コンシューマー移植版。2011年1月13日発売。
シリーズ初のHDハード（Xbox 360/PS3）への移植にあたり16:9画面にも対応し、ネットワーク接続を利用したオンライン対戦も搭載される。4：3画面でのプレイ時には、画面の左右に「リンクアニメ」と呼ばれる使用キャラクターのアニメーションが表示され、ダメージを与えたり受けたりするときにアニメーションするようになる。リンクアニメはカットすることもできる。また移植担当が前作までのエコールソフトウェアから、アークシステムワークスへと変更された。
さらに「ストーリーモード」がフルボイス化し、「スコアアタックモード」と「ギャラリーモード」が追加された。

#### アルカナハート3 LOVE MAX!!!!!
新技や新システムを追加し、バランス調整を行なったマイナーチェンジ版。2013年5月8日稼働開始。
基板システムはTaito Type X2に変更され、NESiCAxLiveにて配信されている。
『3』までとの相違点
- 新システム追加。
  - 詳細は『LOVE MAX!!!!!』からの追加システムを参照。
- トライアルモードの追加。プレイヤーに与えられる様々な課題を達成しながら、対CPUキャラクター戦を勝ち進んでいく。
- サバイバルスコアアタックモードの追加。全23人のCPUキャラクターを相手に、1本勝負の総当たり戦を行い、体力ゲージを持ち越しながら得点を稼いでいく。
- キャラクターの声優による台詞て『3』の音源使用。
- 『3』で削除されたトレーニングモードの復活。

#### アルカナハート3 LOVE MAX!!!!! PS3/PS Vita版
コンシューマー移植版。2014年5月29日発売。
業務用との相違点
- 『すっごい!』までの過去のステージの追加。
- アフターストーリーモードの追加。ゲーム本編の後日談を閲覧可能。
- リプレイシアターの追加。

#### アルカナハート3 LOVE MAX!!!!! PC版
PC移植版。Steamにて配信。2015年9月29日発売。
PS3版とPS Vita版の追加要素に加えて、「ショートストーリーモード」と「リンクアニメ設定資料集」が追加された。

#### アルカナハート3 LOVE MAX SIX STARS!!!!!!
新キャラクター「天之原みのり」及び新アルカナ「イコル」の追加と、バランス調整を行なったマイナーチェンジ版。2014年12月4日稼働開始。
2017年12月13日には開発元のエクサム株式会社が主催した「Kickstarterキャンペーン」の成功でSteamでの配信を開始。
『LOVE MAX!!!!!』以上にキャラクターカラーが追加され、バッドエンディングシステムが廃止された。

#### アルカナハート3 LOVE MAX SIX STARS!!!!!! XTEND
バランス調整を行なったマイナーチェンジ版。Steamにて配信。2021年4月30日発売（『LOVE MAX SIX STARS!!!!!!』PC版を購入済の場合は無料でアップデートが行われる）。
2017年の「Kickstarterキャンペーン」で決定していた新キャラクター「ピストリクス系29号」＋新アルカナ「パラセ・ルシア」と、新キャラクター「ダークハート」はDLCでの配信（一定出資者は無料追加）。
2023年末にexA-Arcadia基板でのアーケード版が一部店舗で先行稼働開始。

## ストーリー
『アルカナハート』（『アルカナハートFULL!』）
純粋な心を持つ女の子および、聖女のみが感じ取ることができると言われている聖霊（アルカナ）が存在する世界―― これは世界を守ったり救ったりと言う英雄譚ではなく、結果的に世界のために頑張った女の子達の、小さな愛と少しの勇気のお話である。アルカナに関する一切の事変を感知する“聖霊庁”の本部である英国聖霊庁は、東京上空に大規模な異変を感知するが、それを公にせずにそのまま隠蔽してしまう。このままでは関東地方は8日で崩壊し、事態は予断を許さない状況に陥ってしまう。その時、この異常事態に気付いた都立御苑女学園の生徒達が取った行動とは……!?
『アルカナハート2』（『すっごい!アルカナハート2』）
「東京事変」（初代『アルカナハート』（以下、『1』）および『FULL!』までのストーリー）の1か月後、世間は平穏を取り戻していた。しかし、1か月前の事件の余波で関東各地に次元の歪みが観測される。事態の収拾を図る日本聖霊庁と、再び行動を開始する御苑女学園の聖女達。そして、各国聖霊庁から派遣された聖女達が来日する。
『アルカナハート3』（『アルカナハート3 LOVE MAX!!!!!』、『アルカナハート3 LOVE MAX SIX STARS!!!!!!』）
「関東大事変」（『2』および『すっごい!』までのストーリー）の2か月後、某大戦時に欧州で発足し、魔族の技術供与を受けて得た力により裏の世界で暗躍していた「ドレクスラー機関」が、世界各地で活動を再開し始める。日本にもドレクスラー機関が潜伏していたものの、西欧聖霊庁により壊滅させられた後、西欧聖霊庁ローゼンベルク支部として生まれ変わった。その後間もなくして、日本中の様々な場所に大規模な次元の歪みが発生し、この不自然な現象の背後にはドレクスラー機関が関与しているのではとの説も囁かれる中、迫り来る日本沈没を阻止するべく日本聖霊庁と御苑女学園の一部の聖女達が立ち上がった。さらにローゼンベルク支部の聖女達も行動を始めるが、その中にはかつてドレクスラー機関により後天的に能力を与えられた人工聖女「戦処女（ウァルキュリヤ）」の一人がいた……。

## システム
キャラクターの移動・防御に使う8方向1レバーと、キャラクターの攻撃などに使う弱・中・強の攻撃対応した各ボタン、アルカナボタン（それぞれA・B・C・Dと略される）の4ボタンで操作。アルカナボタンは「ホーミングアクション」「アルカナアクション」の両方の操作に使用する。『2』以降では、アルカナボタンをホーミングアクション専用の「ホーミングボタン」（Dボタン）と、アルカナアクション専用の「アルカナボタン」（Eボタン）の2つに分け1レバー+5ボタンの操作に変更している。
画面構成は、キャラクター自体が全体的に小さめで画面が上下に広く、キャラクターの吹っ飛びも大きい。また、両者の距離が離れた場合にはキャラクターがズームアウトして表示される。

### 基本システム
ゲージに消費を伴わない基本システム。「アルカナコンボ」「2段ジャンプ」「ハイジャンプ」「空中ダッシュ」「前後ステップ」「空中復帰」などのシステムが搭載されている。
アルカナコンボ
「A→B→C」「通常攻撃→必殺技→超必殺技→アルカナ超必殺技 or アルカナブレイズ」の流れで、タイミングよくボタンを押すことでコンボを繋げることができる。キャラクターによっては、立ちの通常技からしゃがみの通常技へと繋ぐことが可能。
ふっ飛ばし
レバーを前方向に入れながらのC攻撃。相手を進行方向に向かってふっ飛ばすことができる。相手は何もしなければ画面端の壁に叩きつけられる。ボタン押しっぱなしによるタメが可能。最大までタメると、相手が防御してもふっ飛ばすことができる。壁に叩きつけられたキャラクターは無防備な状態になり、そこへの追撃が可能。
打ち上げ
前斜め下方向にレバーを入れながらのC攻撃。相手を上空に巻き上げ、ホーミングからの追撃を可能にする。ボタン押しっぱなしによる溜めが可能。
ステップ
前後に素早くレバーを2連続で入力することで、入れた方向へ一定距離移動するステップが可能。フロントステップは、ジャンプやガードへの移行が可能。バックステップは、発生直後に無敵時間が存在するがキャンセルは不可能。
ジャンプ
文字通り空中へ跳び上がる。発生時に地上での投げ判定が消滅し、空中ガードが可能になる。また、フロントステップ時のジャンプは、その移動の勢いがジャンプに反映される。
ハイジャンプ
素早くレバーを下→上と入力することで、通常よりも高いジャンプをすることができる。また、通常ジャンプは発動モーション時にガードはできないが、「ハイジャンプ」の予備動作中はガードが可能になり、攻撃を受けガードへ移行すると地上ガードになる。
2段ジャンプ
空中で一度だけ、再びジャンプすることができる。使用すると、一度着地しなければもう一度使用することができない。
空中ダッシュ
空中で前後に素早くレバーを2連続で入力で発動。発動した高さで、一定距離進んだ後解除される。バックダッシュは同時に空中ガードが可能だが、バックステップと違い投げへの無敵時間が存在しない。「ハイジャンプ」や「2段ジャンプ」との併用が可能。
投げ
AとDをボタン同時押しすることで、通常防御が不可能な投げ技を出すことができる。各キャラクターに、ニュートラル投げ・レバー入れ投げ・空中投げの3種類が設定されており、追撃の可否・受身不可・発生時間などの性能が異なる。
投げ抜け
「投げ」で掴まれた後、相手に投げられるまでの間にAとDボタンを同時押しすることで、投げられる状態を解除させて互いを五分の状態に戻すことができる。「投げ」の発生時間によって、「投げ抜け」ができるまで時間が変化する。
相殺
互いの攻撃同士が相殺しあい、両者が五部の状態に戻るシステム。攻撃には攻撃判定に加えて相殺判定が設定され、攻撃判定同士か片方の相殺判定が攻撃判定に接触すると「相殺」が発生して両者の動きが停止する。相殺受付時間中は、投げ以外の「相殺」させた攻撃とは別の攻撃にキャンセル可能。「相殺」が発生しない技・数フレームの間相殺が発生しない技もあり、攻撃判定で勝っていれば一方的に潰せるようになっている。
空中復帰
空中でダメージを受けての落下中に、攻撃ボタンのどれかを押すことで無防備な状態を解除することができる。ニュートラルとレバー入れの2種類があり、ニュートラルのほうがレバー入れよりも復帰時間が短い。復帰前に「空中ダッシュ」や「2段ジャンプ」を使用済みでも、復帰後ならもう一度使用することができる。
カウンターヒット
技の出始めや必殺技の隙などに攻撃を当てると発生するダメージモーション。通常よりものけぞり時間が長くなり、のけぞりのモーションが「ふっ飛び」や「叩きつけ」のものへと変化する。技によって判定時間やタイミングが異なり、通常攻撃は弱攻撃には判定時間がなく、攻撃が強くなるほど判定時間が長くなる。

### パワーゲージ
各キャラクターの「超必殺技」、各アルカナの持つ「アルカナ超必殺技」「アルカナブレイズ」、『2』から追加されたシステムの「アルカナブラスト」「クリティカルハート」は相手に攻撃することで溜まっていく「パワーゲージ」を消費して使用できる。「パワーゲージ」は最大9本までストックできる。
超必殺技
「パワーゲージ」を1本消費することで使用できる、必殺技よりも強力な必殺技。必殺技をキャンセルして出すことができる。

### ホーミングアクション
これに分類されるモーションは全て、3本ストックが用意されている「ホーミングゲージ」のうち1本を消費するため、乱発することはできない。「ホーミングゲージ」は、時間経過と共に少しずつ回復する。
ホーミング移動
相手の方向へキャラクターが自動追尾して移動する。ニュートラル状態でDボタンを押しっぱなしにすることで相手方向に向かって移動し、「相手に接触する」か「ボタンを離す」と解除される。地空両方で使用することが可能で、空中の場合は、上下前後斜めの8方向の移動したいほうへレバーを入力しながらホーミングボタンを押すことで発動し、レバー入力方向に一定距離進んだ後にホーミングに移行する。
ホーミングキャンセル
自分の相手に攻撃がヒットした瞬間にホーミングを発動させると、攻撃がキャンセルされて次の攻撃へのスムーズな移行が可能になる。キャラクター全員の共通技として真横にふっとばすものや真上に打ち上げるものがあり、これをホーミングキャンセルすることで吹き飛んだ相手に近づいて追撃・空中コンボができるようになる。
ダッシュ
レバーを前に入れながらDボタンを押すことで、すばやく移動することができる。Dボタンを押し続けている限り、高速移動することができる。ステップ移動とは異なり、いわゆる「ラン」の状態で移動し続けることができる。
ガードキャンセル
攻撃を防御した瞬間に前後にレバーを倒してホーミングを使用すると、防御がキャンセルされてホーミング（ダッシュ）が発動し、次の動作へのスムーズな移行が可能になる。このとき、レバー前に倒した場合は相殺判定が、後ろに倒した場合には無敵判定が発生。これを利用すると、知識にさほど頼らずとも読み合いの壇上に立つことができる。
ダウン回避
地上に叩きつけられる前にDボタンを押すことで、受身を取ることでダウンを回避し素早い復帰が可能になる。また、ふっ飛ばし攻撃を受けた際にも、壁に叩きつけられる前にレバー壁方向＋Dボタンで壁受身を取ることができる。

### アルカナアクション
『1』および『FULL!』では10種類、『2』では隠しを含めて18種類、『すっごい!』では20種類の「アルカナ」と呼ばれる聖霊を選択することが可能で、これによって各アルカナの持つ固有の技や特性をキャラクターに付けることができるシステム。それぞれのアルカナとキャラクターによる相性もあるため、自分好みの組み合わせで戦略を練ることができる。
プレイヤーキャラクター選択後に、プレイヤーキャラクターの数だけ用意された「アルカナ」と呼ばれる聖霊を同様に選択する。設定上は各キャラクターが1体のアルカナと契約しているが、ゲーム上では組み合わせの制限はなく、組み合わせによる特殊な効果もアルカナ技使用時のボイス程度である。
属性効果
各アルカナを選択したときのみ、キャラクターに追加される特殊な属性効果。対応しているモーションに相殺やガード効果を付随させたり、特定の攻撃がガード不能になるなどの効果がある。『FULL!』までは属性効果を持たないアルカナもあったが、『2』以降は全アルカナに搭載されている。
アルカナ必殺技
各アルカナが使用できる必殺技。本来、飛び道具やコマンド投げを有していないキャラクターであっても、アルカナとの組み合わせでそれらを使用可能になる。
アルカナ超必殺技
各アルカナに設定された超必殺技。各キャラクターに搭載されている超必殺技と同様、「パワーゲージ」を1本消費することで使用できる。各キャラクターの超必殺技をキャンセルして出すことができる。
アルカナフォース
1ラウンドにつき一度だけ発動させることができる特殊技。展開すると背景が変わり特殊効果が発生。同時に、パワーゲージが減り始め0になると終了する。食らい中でも使用でき、展開の瞬間に無敵時間が存在し、「ホーミングゲージ」を回復させる効果がある。
アルカナブレイズ
アルカナ本体を画面中に召喚して技を繰り出す、超必殺技のさらに上の必殺技。「アルカナフォース」展開中にゲージを全て消費することで使用できる。使用した瞬間「アルカナフォース」による特殊効果も終了する。大半が各アルカナによる直接攻撃であるが、一部には特殊効果を発生させるものもある。

### 『2』からの追加システム
アルカナブラスト
「パワーゲージ」1本を消費して、一定時間無敵状態になる。発動中は、選択したアルカナの特殊能力を得られる。
アルカナホーミング
アルカナ必殺技・アルカナ超必殺技中に、分身を発生させて硬直をホーミングでキャンセルするシステム。「ホーミングゲージ」を1本消費して使用でき、発生した分身はキャンセルされた技をそのまま継続する。本体は、その間に別の行動に移行することが可能。
クリティカルハート
「パワーゲージ」3本を消費しての新必殺技が、前作からの参戦キャラクターを含めた全キャラクターに搭載。特殊なコマンド入力や、キャラクターによって相手との距離によって発動条件が変わる仕様。前作でのゲージを3本消費の超必殺技を有していたキャラクターは、その技が「クリティカルハート」へ格上げされている。

### 『3』からの追加システム
アルカナゲージ
パワーゲージおよびホーミングゲージに代わって導入されたゲージシステム。『すっごい!』までにあったこの2つのゲージの役割を併せ持つゲージシステムで、「（アルカナ）超必殺技」「ホーミングキャンセル」「ガードキャンセル」「アルカナホーミング」「クリティカルハート」を使用する際にストックを消費する。（ただし、「ホーミングキャンセル」「ガードキャンセル」に使用した分のゲージはなくなるのではなく、一定時間後に回復する）3本までストックが可能。
エクステンドフォース
『すっごい!』までにあった「アルカナフォース」同様の、アルカナの効果に応じてキャラクターをパワーアップさせるシステム。エクステンドフォース展開中は「アルカナブレイズ」が使用可能。使用には時間経過で徐々に溜まっていく「フォースゲージ」を使用し、使用中は0になるまでフォースゲージを徐々に消費する。エクステンドフォースを展開できる時間は各アルカナごとに異なる。また、特定の技の硬直をキャンセルしてエクステンドフォースを展開することもできるが、この場合、エクステンドフォースの効果時間は通常より短くなる。エクステンドフォース展開中にクリティカルハートを使用すると演出が派手になり、威力と性能が強化される。『LOVE MAX!!!!!』からは、発動中にアルカナゲージが上限まで高速回復する効果が追加されている。
アルカナバースト
『すっごい!』までにあった「アルカナブラスト」同様の、無敵になり相手をふっとばし、追撃を回避するシステム。使用にはフォースゲージが最大まで溜まっている必要があり、使用後は全フォースゲージを消費する。アルカナブラストとは異なり、バースト後のパワーアップ効果はない（ブラストのパワーアップ効果はエクステンドフォースに引き継がれている）。アルカナバースト使用後のフォースゲージ回復速度は、エクステンドフォース使用時と比べて非常に遅い。
シンプルモード
『アルカナハート』シリーズでは初採用。キャラクター選択後に、従来の5ボタンによるノーマルモード操作と、4ボタンによるシンプルモードという簡易操作モードを選択することができる。ボタン1つで必殺技やアルカナ技、2つ押すことにより超必殺技やアルカナ超必殺技を使用することができるが、アルカナバーストやふっ飛ばし、打ち上げなどのEボタンを使用する操作ができなくなる。使用アルカナも設定上での契約アルカナに固定され、変更することはできない（愛乃はぁとならばパルティニアス、ヴァイスならばゴットフリート）。

#### 『LOVE MAX!!!!!』からの追加システム
エクステンドブラスト
エクステンドフォースを単発かガードキャンセルで発動した場合、直後に無敵状態になりつつ攻撃力ゼロの攻撃判定が発生するようになり、相手の攻めに対する切り返しが可能となる。
アルカナイクリプス
エクステンドフォース展開中のみ使用可能なアルカナ必殺技。発動後はこの技による攻撃や性能強化の効果がなくなるまでフォースゲージが回復しなくなり、エクステンドフォースの効果が終了する。効果終了後のフォースゲージの回復速度は、通常時の0.8倍に下がる。

## 登場キャラクター

### プレイヤーキャラクター
愛乃はぁと（あいの はぁと）［Heart Aino］
声 - 高橋美佳子
契約アルカナ：愛のアルカナ パルティニアス[Partinias: the Love]
『1』 - 『すっごい!』の主人公。ハート型の巨大なアホ毛が特徴。
廿楽冴姫（つづら さき）［Saki Tsuzura］
声 - 志村由美
契約アルカナ：雷のアルカナ ヴァンリー[Bhanri: the Thunder]
はぁとの幼馴染。はぁとに少し気がある模様。
朱鷺宮神依（ときのみや かむい）［Kamui Tokinomiya］
声 - 平田宏美
契約アルカナ：時のアルカナ アヌトゥパーダ[Anutpada: the Space-Time]
大きなポニーテールが特徴。日本刀を振り回すセーラー服の聖女。
このは［Konoha］
声 - 吉田真弓
契約アルカナ：樹のアルカナ モリオモト[Moriomoto: the Plant]
ブルマ忍者。物の怪の類に属するわんこ。
春日舞織（かすが まおり）［Maori Kasuga］
声 - 土谷麻貴
契約アルカナ：土のアルカナ オホツチ[Ohtsuchi: the Earth]
爆乳巫女。姉妹も彼女と一緒に戦ってくれる。
美凰（メイファン）［Mei-Fang］
声 - 滝田樹里
契約アルカナ：火のアルカナ ランゴン[Lang-gong: the Fire]
セクシー中華アンドロイド。全キャラクター中で最もグラマラスなスタイルを誇る。
リリカ・フェルフネロフ［Lilica Felchenerow］
声 - 仁後真耶子
契約アルカナ：風のアルカナ テンペスタス[Tempestas: the Wind]
魔族と人間のハーフ。ローラーブレードとスパッツというアクティブないでたちが特徴。
リーゼロッテ・アッヒェンバッハ［Lieselotte Achenbach］
声 - 本多陽子
契約アルカナ：闇のアルカナ ギーァ[Gier: the Dark]
ゴスロリスタイルの幼女。人形を操る。
安栖頼子（やすずみ よりこ）［Yoriko Yasuzumi］
声 - 伊月ゆい
契約アルカナ：魔のアルカナ ディウー・モール[Dieu mort: the Evil]
魔女ッ子……ではなく、単なるオカルト好き。自称魔王の「ミケ」（杖）に振り回される。
大道寺きら（だいどうじ きら）［Kira Daidohji］
声 - 綱掛裕美
契約アルカナ：水のアルカナ ニプトラ[Niptra: the Water]
ランドセルを背負ったスクール水着の小学生。巨大なスライムで戦う。

#### ボスキャラクター
フィオナ・メイフィールド［Fiona Mayfield］
声 - 山本麻里安
契約アルカナ：鋼のアルカナ オレイカルコス[Oreichalkos: the Metal]
『1』（『FULL!』）の中ボス。ミルドレッドの従者。大剣を操る太眉のメイドさん。
アーケード版『1』では最初はCPU専用キャラクターだが、隠しコマンドを入力することによりプレイヤーキャラクターとして使用可能。『1』（『FULL!』）のコンシューマー版以降の作品では全て最初から使用可能になっている。
ミルドレッド・アヴァロン［Mildred Avallone］
声 - 菊池由起子
『1』（『FULL!』）の最終ボス。CPU専用キャラクター。自らを聖霊化した英国聖霊庁長官。
対戦は2連戦で、1戦目はオブジェ形態に変身する。2戦目では人間形態に戻るが、色が変化し髪も伸びる。（『1』『FULL!』に登場した）全キャラクター中で唯一契約アルカナを保持していないが、様々なアルカナの必殺技を独自に使用することができる。
『2』ではアルカナ化が進行しており、姉・アンジェリアの契約アルカナとなっている。

### 『2』より参戦
ペトラ・ヨハンナ・ラーゲルクヴィスト［Petra Johanna Lagerkvist］
声 - 井上麻里奈
契約アルカナ：聖のアルカナ ジラエル[Zillael: the Sacred]
瑞国聖霊庁から派遣された聖女。二丁拳銃を扱う縦ロールのお嬢様。
ゼニア・ヴァロフ［Zenia Valov］
声 - 清水香里
契約アルカナ：氷のアルカナ アルマシア[Almacia: the Ice]
露国聖霊庁から派遣された聖女。パイルバンカーを操るクールな傭兵。
エルザ・ラ・コンティ［Elsa La Conti］
声 - 三宅華也
契約アルカナ：罰のアルカナ カシマール[Koshmar: the Punishment]
ペトラの補佐役その1。ボーイッシュなシスター。武器は十字架。
クラリーチェ・ディ・ランツァ［Clarice Di Lanza］
声 - 大原さやか
契約アルカナ：罪のアルカナ サルヴァーチ[Sorwat': the Sin]
ペトラの補佐役その2。出自は魔族だが、現在はシスターをしている。いつも笑顔のお姉さん。
キャサリン京橋（キャサリン きょうばし）［Catherine Kyohbashi］
声 - 又吉愛
契約アルカナ：磁のアルカナ メデイン[Medein: the Magnetism]
米国聖霊庁から派遣された聖女。きらの幼馴染で、関西弁を喋る。ロボットを操るバニーガール。
ドロシー・オルブライト［Dorothy Albright］
声 - 小林ゆう
契約アルカナ：鏡のアルカナ ヘリオガバルス[Heliogabalus: the Mirror]
米国聖霊庁から派遣された聖女。怪盗の一面を持つマジシャン。中性的な容姿のボクっ娘。

#### 『2』のボスキャラクター
アンジェリア・アヴァロン［Angelia Avallone］
声 - 仙台エリ
契約アルカナ：光のアルカナ ミルドレッド[Mildred: the Halo]
『2』の最終ボス。ミルドレッドの双子の姉だが、7年前に聖霊界へ行ったために肉体成長が止まっている。Yシャツのみを着た幼女。
契約アルカナは双子の妹のミルドレッドだが、ストーリーモードにてCPUとして登場した際にアルカナを使うのは2連戦の2戦目のみで、1戦目はアルカナなしで戦う（一度でも勝利したら終了）。

#### 『すっごい!』より参戦
犬若あかね（いぬわか あかね）［Akane Inuwaka］
声 - 新堂真弓
契約アルカナ：音のアルカナ フェネクス[Fenecs: the Tone]
なずなの姉で、サポート役を自任している。楽天的かつ好奇心旺盛で、無類の音楽好き。持ち前の足技に加えて、「言霊」による力も秘める。
犬若なずな（いぬわか なずな）［Nazuna Inuwaka］
声 - 橋本まい
契約アルカナ：花のアルカナ カヤツヒメ[Cayatshime: the Flower]
あかねの妹。このはの属する子犬丸一族と対立する犬若丸一族の末裔で、千年守の従者の地位をめぐってこのはと争っている。生真面目で、身体は弱いながらも犬若丸一族特有の聖霊使役術を習得しており、2体の神霊を操る。

#### 『すっごい!』のボスキャラクター
パラセ・ルシア［Parace L'sia］
声 - 小野涼子
契約アルカナ：命のアルカナ パラセルシア[Paracelsia: the Life]
『すっごい!』の隠しボス。CPU専用キャラクター。聖霊界屈指の実力を誇る錬金術師で、自らを「命のアルカナ」と称している。
ストーリーモードにおいて、最終ボス戦終了まで一本も取られずに勝ち進むと登場する。四大元素を宿す宝石「ラピス」を操り、『1』（『FULL!』）時のミルドレッドと同じく他アルカナの必殺技を駆使して怒涛の攻めを展開してくる。
コンシューマー版『3』ではスコアアタックモードの最終ボス、『LOVE MAX!!!!!』および『LOVE MAX SIX STARS!!!!!!』ではトライアルモードの最終ボスとして登場する。

### 『3』より参戦
ヴァイス［Weiß］
声 - 沢城みゆき
契約ガイスト：剱神（テュール）のガイスト ゴットフリート[Gottfried: Týr]
『3』の主人公。「機甲聖霊（ガイスト）」と呼ばれる人工聖霊と契約している。
聖女や聖霊を人工的に産み出す研究を行っていた「ドレクスラー機関」の現日本支部で誕生した戦処女（ウァルキュリヤ）の一人。独語で“白”を意味する「ヴァイス」という名は機関から与えられたコードネーム。「ソフィー」という単語ただ一つを除き、戦処女となる前の記憶を失っている。表向きは宗教系の全寮制学園である組織の施設で戦闘員としての訓練を受けてきたが、組織を壊滅させたペトラに保護されてからは組織の外の世界に馴染むべく社会復帰を目指している。
感情表現はやや苦手だが、強い戦友想いの一面を持っており、日本各地で発生する異変に行方不明の戦友シャルラッハロートの存在を察したことで、原因究明のため自ら行動を開始する。
契約しているガイスト「ゴットフリート」は、北欧神話の軍神テュールをモチーフに機関が開発した研究成果の一つであり、アルカナよりも戦闘に特化した性能を有する。
えこ［Eko］
声 - 辻あゆみ
契約アルカナ：運のアルカナ シャーリグラーマ[Saligrama: the Luck]
非常に強力な聖霊力を持つ幼い少女。
自らが描いた落書きをエーテル体として具現化する能力を有しており、自分の兄として描いた「カズ」というエーテル体といつも一緒にいる。研究用被検体として「ドレクスラー機関」に囚われていたところをペトラに保護され、外での遊びを楽しんでいたが、姉のように慕っているヴァイス達が忙しくなり遊んでくれなくなったことから、彼女達を手伝って再び遊んでもらうため、カズと共に旅立つ。
契約しているアルカナ「シャーリグラーマ」は、サイコロを模した古代の機械であり、運次第でその力を変えるということ以外、全てが謎に包まれた存在である。

#### 『3』のボスキャラクター
シャルラッハロート［Scharlachrot］
声 - 松岡由貴
契約ガイスト：顎獣（フェンリル）のガイスト バルドゥール[Baldur: Fenrir]
『3』の中ボス。ヴァイスと同じく「ドレクスラー機関」で産み出された戦処女。鎖を使用した攻撃や動作を得意とする。
ヴァイスの親友で、ヴァイスに強い依存心を抱いている。ヴァイスやえこと共にペトラに保護されたが、後に失踪している。実はドレクスラー機関に洗脳されており、機関壊滅前に下された最後の任務を受けている。本来は内気で心優しい性格だが、機関に洗脳されてからは破壊活動に快感を憶える精神を病んだ性格になっており、機関の任務を遂行しない限り洗脳が解かれないようになっている。ただし完全には洗脳されておらず、戦いに勝利したときには正気と狂気が入り混じった挙動を取ることがある。
契約しているガイスト「バルドゥール」は、北欧神話の怪狼フェンリルをモチーフに機関が開発した研究成果の一つであり、アルカナよりも機械的な外見をしている。
アーケード版『3』では最初はCPU専用キャラクターだが、特定のコマンドを入力することでプレイヤーが使用可能なキャラクターとして解禁される。
ボスとして登場した場合に一度敗北すると、次のラウンドからはフォースゲージとアルカナゲージが超速で回復する（≒常時MAX）仕様となる。また、常にエクステンドフォースキャンセル発動扱いのため、アルカナブレイズ中にも普通に行動できる。
神霊兵器ラグナロク［Ragnarok］
『3』の最終ボス。CPU専用キャラクター。「ドレクスラー機関」が創造した巨大機械兵器。
機関の活動最盛期に完成した特殊聖霊貫通弾「グングニル」に関する研究を元に、禁断とされる魔界の力を応用した回路を組み込むなど、機関が有する技術力の集大成として造られており、その人知を超えた殲滅力を用いて日本列島を沈没させる計画を実行に移そうとする。
外観は翼を生やした巨大ロボットであり、左手に「グングニル」を装備する。5つの聖霊石で稼動し、戦闘時には聖霊石から無数の弾丸や衝撃波を放つ他、防衛用の飛行ユニット2機で攻撃したり、「グングニル」からレーザーを発射したりする。5つの聖霊石のみに当たり判定があり、そこが弱点となっている。なお、制限時間内に破壊できずに体力差で勝利したときは、日本沈没を食い止められないバッドエンドとなってしまう。
『LOVE MAX SIX STARS!!!!!!』では天之原みのりに倒されて、その残骸が背景として登場するのみである。

#### 『LOVE MAX SIX STARS!!!!!!』より参戦
天之原みのり（あまのはら みのり）［Minori Amanohara］
声 - 山岡ゆり
契約アルカナ：血のアルカナ イコル[Ichor: the Blood]
御苑女学園中等部の生徒で、元「ドレクスラー機関」の一員。強いヒーロー願望の持ち主。
ドレクスラー機関の現日本支部で誕生した、アルカナとガイストを同時に扱える特別な戦処女「ハイブライド」であり、アルカナと契約していることに加えて、竜の顎を模したガントレット状の機甲聖霊「邪竜（ファーヴニル）のガイスト シュヴァルツ」を両手に装備している。かつて機関の日本支部が壊滅した際の騒動に紛れて脱走し、現在は御苑女学園の一生徒として生活している。何事にも前向きな性格の持ち主で、自分の力は悪者と戦うために手に入れた力だと解釈しており、こっそり人助けを行なうことに生き甲斐を感じている。実家は厳格な旧華族で、躾の厳しい母親への反発心から、屋敷の外では自分が大好きなヒーロー番組の主役のように振る舞っている。他の聖女達が人知れず世界の平和を守っていることを知り、かつては何もできずにいた自分への歯痒さから、機関で手に入れた力を使って一緒に戦いたいと思い、「殲滅妖精スバル」というヒーローネームを自称して行動を開始する。
契約しているアルカナ「イコル」は、あらゆる生命の源を象徴する血と、循環を意味するメビウスの輪を模した姿をしており、絶大な潜在能力を秘めている。
ストーリーモードではラグナロクを破壊して最終ボスとして登場する。また、このCPUみのりに体力差で勝利しても『LOVE MAX!!!!!』以前のようにバッドエンドにはならない。

#### 『LOVE MAX SIX STARS!!!!!! XTEND』より参戦
ピストリクス系29号［Pistrix］
声 - 井澤詩織
契約アルカナ：命のアルカナ パラセルシア[Paracelsia: the Life]
パラセ・ルシアが作り出した水棲生物の能力を持つホムンクルス。体を自由に変化させる事が可能。
ダークハート［Dark Heart］
声 - 長野佑紀
愛乃はぁとに似た姿をした謎の少女。はぁとのことを一方的に敵視する一方、ほかの聖女に対しては礼儀正しく接する。

### その他のキャラクター
春日鼓音（かすが つづね）［Tsuzune Kasuga］
声 - 山本麻里安 (1)、木村はるか (2)
舞織の16歳の姉。舞織の必殺技でサポーターとして登場する。
春日小糸・小唄（かすが こいと・こうた）［Koito Kasuga & Kouta Kasuga］
声 - 吉田真弓 (1)、辻あゆみ (2)
舞織の7歳の妹の双子。舞織の必殺技でサポーターとして登場する。
ミケ［Miche］
声 - 永野善一
フルネームはミケランジェロ。頼子の持っている骸骨の杖のような自称魔王で、頼子を引きずりまわしながら、様々な場所へ赴く。頼子の技のほぼ全てが、ミケの能力に依存している。
エルフリーデ・アッヒェンバッハ［Elfriede Achenbach］
声 - 本多陽子
リーゼロッテの姉。死亡してはいるが、リーゼロッテの持つ人形に入ってそれを操る。リーゼロッテとも会話することができる。
スライム［Slime］
きらと戦闘時に融合するスライム。きらの動きをトレースして様々な形状に変化する。固有名は必要がないとのきらの意見で与えられていない。
華明芳（ファ・ミンファン）［Hua Ming-Fang］
声 - 滝田樹里
美凰の開発者の女性。レアな素材のためにミルドレッドに手を貸しつつ密かに細工をするなど、茶目っ気のある抜け目ない人物。『2』ではセグウェイに乗って現れる。
ノーラ・ツンベルク［Nora Thunberg］、ローサ・ツンベルク［Rosa Thunberg］
声 - 辻あゆみ、松嵜麗
代々ラーゲルクヴィスト家に仕えている家系の一つであるツンベルク家の双子の姉妹。幼い頃からペトラと共に育ち、彼女の侍女として身の回りの世話を受け持っている。ペトラにとっては完全に信用できる貴重な存在。ストーリーモードのペトラ登場時や、勝利時に現れる。そのときにトレイを持っているのがローサで、持っていないほうがノーラである。
ライオンさん、ブリキさん、かかしさん
声 - 杉崎亮、千葉優輝、なし
ドロシーのステージを手伝ってくれる仲間たち。それぞれが聖霊力を有しているため、自分の意思で行動でき、意思の疎通も図れる。性格もそれぞれ異なり、ライオンはワイルドでダンディだが高所恐怖症で、ブリキのロボット（ブリキさん）はやる気に満ち溢れているが他の感情はなく、かかしは喋れないが心優しい性格をしている。
リィナ・ケージ［Leina Cage］
声 - 松嵜麗
わずか16歳でインターポールから協力要請を受けた捜査官。怪盗オズ（ドロシー）の逮捕を最大の目的としており、何としても捕まえようと躍起になり、遠く離れた日本にやってきた。普段は現役の女子高生で、ドロシーとは幼馴染みで家も近所。ドロシーの勝利時に現れることがあり、複数の巡査を引き連れて現われるが、変装したドロシーに気づくことなく通り過ぎていってしまう。
恵良（えら）巡査、鬼瀬（おにがせ）巡査、御井（みい）巡査、田主丸（たぬしまる）巡査
声 - 近野真昼、加茂朱音、辻あゆみ、木村はるか
インターポールからの要請で、リィナの日本での捜査につき合わされている巡査たち。ドロシーの勝利時にリィナの後ろについてくるが、全員変装したドロシーに気づくことなく通り過ぎていってしまう。
前から、髪の色が茶色い恵良巡査、帽子を被っていない鬼瀬巡査、眼鏡をかけている御井巡査、それから一足遅れて背の低い田主丸巡査の順に現われる。
ジュゼッパ・バッソ［Giuseppa Basso］、パルミラ・アンフォッシ［Palmyra Anfossi］
声 - 辻あゆみ、加茂朱音
エルザとクラリーチェの監視を目的として同行するシスター。エルザまたはクラリーチェの勝利時に現われるが、キャラクターによって服の色が異なる。眼鏡をかけているのがパルミラで、そうでないほうがジュゼッパ。
クロマシアス
声 - 宮本克哉
クラリーチェの友人で、30の軍団を指揮する魔界の大公爵。嘘や曲がったことを嫌う。爵位はクラリーチェよりも遥かに上だが、かつて彼女に助けられたことに恩義を感じており、必要とあれば彼女に力を貸すこともある。
由来はソロモン72柱の魔神の1柱であるマルコシアスから（名前がアナグラムになっている MARCHOSIAS→CHROMASIAS）。
マーリン［Merlin］
声 - 増岡太郎
聖霊界に住む高名な魔術師。聖霊界にやってきたアンジェリアが初めて会った住人で、彼女に問答無用でお供にされている。面倒見が良く、かなりの常識人。
兵藤しず香（ひょうどう しずか）［Shizuka Hyodo］
声 - 桑島三幸
試合の合間のデモに登場する入社2年目のアナウンサー。『1』ではカメラマンと共に東京上空に現れた怪奇現象を都庁付近からレポートし、『2』以降は関東各地や日本中を飛び回って様々な怪奇現象をレポートする。目の前で起こるあまりにも不可思議な現象についていけず、転職を考えるような台詞を漏らす。また、本業のアナウンサーよりもレポーターとしての仕事が多いことに愚痴をこぼしている。
PS2版予約特典のドラマCDでは、きらやリーゼロッテに年増呼ばわりされて愚痴を洩らしている。
ライゼル・フォン・フェルフネロフ［Rajzel von Felchenerow］
リリカの父親であり、ミケとは顔見知りの元魔界貴族で、現在はしがないサラリーマンをしている。小遣い稼ぎのために頼子の好きなオカルト雑誌で連載を持ったりする。画面中には登場せず、キャラクター達の会話中にしか登場しない。『3』のフィオナのストーリーで、愛妻家かつ恐妻家であることがリリカの口から語られている。
カズ［Kaz］
声-  細谷佳正
フルネームはカズヒロ。えこの「自分で描いた絵をエーテル体として動かせる」という特殊能力の産物であり、えこは自身の描きあげたラクガキの彼を兄として慕っている。性格は非常に紳士的で優しく妹思い。

## 世界観
エーテル体
人間の肉体は、普通の人間には見えない「エーテル体」に覆われている。これを扱う能力を「聖霊力」と呼ぶ。エーテル体が傷つけられると、肉体に体のだるさなどの症状で影響が現れるが、時間の経過によって修復される。神依の持つ刀やペトラの持つ銃は、エーテル体に直接ダメージを与えることができる。
聖霊
世界に存在する霊的存在の総称。霊・精霊・妖精・天使なども全てこれに該当する。「純粋な心」を持っている人間にしか、交流することはおろか見ることすらできない。
聖女
聖霊と心を通わせることができる少女達を、聖霊庁がこう呼んでいる。聖霊と契約できる女性が基準となっており、受ける加護が大きいほど高いランクに分類されるようだ。幼少時に聖霊が見えること自体は珍しいことではないが、奇異の目で見られることが多く、普通なら大人達の偏見の押し付けなどによって成長にしたがって見えなくなってしまうケースが多い。逆に、幼少時に聖霊を見ることができなくても、成長過程において何らかの原因で聖女としての能力に目覚めるケースも存在する。
聖霊界
聖霊達の住む世界。ドラゴンや妖精などの幻獣が住んでおり、彼らの体は物質ではなくエーテル体で構成されている。このため、本来なら普通の人間では立ち入ることはできない。フィオナは、次元の歪みに飲み込まれてしまった後、聖霊化したためにこの世界に住んでいる。アンジェリアに至っては、自ら聖霊界に赴き聖霊化した。
物質界
人間の住む世界。聖霊はエーテル体から成り立っているため、エーテル体に乏しい物質界では通常、長期間存在することはできない（エーテルの供給が断たれると、消滅する恐れがある）。
次元の歪み
物質界と聖霊界の境界が曖昧になった状態。境界線は、通常は聖女であっても見ることはできないが、次元の歪みが発生すると濃度の高い聖霊力が流れ込み、霧のような状態で聖女達は視認可能になる。これに落ちることが、神隠しの原因になっていると考えられている。
聖霊庁
聖霊関連の様々な事柄を管轄する国家機関。日本では2001年の中央省庁再編時に、環境庁の「境界維持対策本部」が前進となって発足された。聖霊警察部・境界維持部・聖霊技術開発研究部・対策実行部・御苑女子学園運営部の5つの部門に分かれており、本シリーズに登場するキャラクター達の多くが通う御苑女子学園は、聖女の素養があるものを同学園で保護し、健全に育成することを目的としている。職員の大半が女性のようで、各間のデモではシスターのような格好をした職員達の姿を見ることができる。イギリスの聖霊庁長官であるミルドレッドは、自らが天使になることを望み関東上空の事変を引き起こす。『2』では、その事変後の事態収拾のために舞織やリーゼロッテなどに後処理を依頼をしている。また、各国の聖霊庁は一枚岩でないために、ペトラのような調査を依頼をした聖女達を独自に派遣していたり、ミルドレッドの一件を政治的な思惑で真相を隠したりなど権力争いの火種が散漫している。
ドレクスラー機関
某大戦後に結成された組織で、聖霊や聖女を人工的に誕生させる研究を行っている。魔族と契約しており、高い技術力を有する。聖霊庁と敵対しているが、壊滅した支部が聖霊庁に組み込まれるなど、単純な敵対関係ではないことを伺わせている。
聖霊石
強大な聖霊力を宿した石の総称。『3』のキーアイテムである。聖霊界では「ただの石ころ」に過ぎないが、聖霊界の物質であるために物質界では貴重なマテリアルとなっている。

## スタッフ
- 企画原案 - さくらいとおる
- メインイラスト - 瑞姫、赤賀博隆
- プロデューサー - 高屋校長、たけざわたろう（PS2版）
- ディレクター - さくらいとおる、林和磨

## 関連商品

### 書籍
ムック本
エンターブレインより出版。
- ARCANA HEART HEARTMATIC COLLECTION （2007年3月29日発売 ISBN 978-4-7577-3468-5）
- ARCADIA EXTRA アルカナハート ガイドブック （2007年10月30日発売 ISBN 978-4-7577-3883-6）
- ARCANAHEART2 LEFT PART HEARTMATIC FOUNDATION （2008年4月11日発売 ISBN 978-4-7577-4258-1）
- ARCANAHEART2 RIGHT PART HEARTMATIC COMPLETION （2008年7月15日発売 ISBN 978-4-7577-4392-2）

ホビージャパンより出版。
- アルカナハート3 ハートフルファンブック （2011年3月29日発売 ISBN 978-4-7986-0207-3）

コミック
『月刊コンプエース』（角川書店）2008年3月号 - 2009年3月号にて連載。作画は、葉生田采丸。
- 第1巻（2008年7月26日発売 ISBN 978-4-0471-5091-1）
- 第2巻（2009年3月26日発売 ISBN 978-4-0471-5209-0）

### DVD
- 闘劇'07 SUPER BATTLE DVD vol.3 アルカナハートFULL!（2007年10月25日発売）
- 闘劇'08 SUPER BATTLE DVD vol.6 アルカナハート2（2008年11月27日発売）

### サウンドトラック
アルカナハート はーとふるサウンドコレクション
発売元：ティームエンタテインメント
販売元：ソニー・ミュージックディストリビューション
発売日：2007年3月21日
CD2枚組。『アルカナハート』アーケード版の楽曲を全て収録したオリジナルサイドのDISC1と、それらを全てアレンジしたアレンジサイドのDISC2で構成されている。初回特典として、はーとふるジャケットステッカーを封入。
「Save a Future」がフルバージョンで収録されている（家庭用ではループ前7秒ほどがない）。
アルカナハート2 はーとふるサウンドコレクション
発売元：ティームエンタテインメント
販売元：ソニー・ミュージックディストリビューション
発売日：2008年4月9日
CD2枚組。『アルカナハート2』アーケード版の楽曲を全て収録したDISC1と、作品内で使用されているキャラクターボイス・システム音声が収録されたDISC2で構成されている。
アルカナハート2 すっごい!リミックス
発売元・販売元：スーパースウィープ
発売日：2009年2月5日
『アルカナハート2』、『すっごい!アルカナハート2 〜転校生 あかねとなずな〜』から厳選した楽曲をリミックスしたアルバム。
アルカナハート3 ハートフルサウンドコレクション
発売元・販売元：ティームエンタテインメント
発売日：2010年1月13日
『アルカナハート3』の楽曲を全て収録したアルバム。

### ドラマCD
すっごい!アルカナハート2 PS2版予約特典 オリジナルドラマCD
PS2版を予約して購入したときについてきたドラマCD。兵藤しず香がプレイヤーキャラクター達にコンシューマー移植に対する感想や意気込みをインタビューをする、発売記念色の強い内容となっている。
アルカナハート ドラマCD はーとふるシチュエーション
発売元：ティームエンタテインメント
販売元：ソニー・ミュージックディストリビューション
えぴそーど 1
2007年10月24日発売
収録トラック
1. はじまるよ!
2. みんなあつまれー♪
3. 仲良くなろう会・開催
4. パパとママとカワイイ女の子（リリカ）
5. 古典・人肉焼売（美凰）
6. 肝試しと特盛りパフェ（はぁと）
7. 今は亡き母のぬくもり（舞織）
8. 緋目の噺家（リーゼロッテ）
9. 独りにはあらず（神依）
10. つづくよ!

えぴそーど 2
2007年11月21日発売
1. つづきがはじまるよ!
2. 真打登場……?（頼子）
3. おばば仕込みの怪談（このは）
4. もうひとりの自分（冴姫）
5. 夏のプールに潜む罠（きら）
6. 海の精霊（フィオナ）
7. 本当の強さ（ミルドレッド）
8. またいつか会おうね!
9. はーとふるコメント集（ボーナストラック）

### ファンディスク
アルカナハート☆ファンディスク
販売元：株式会社キャビネット
発売日：2007年8月17日（先行発売）
DVD・CD各1枚の2枚組。コミックマーケット72にて、先行発売がされた。
はぁと・冴姫・舞織の各担当声優によるリィーディングドラマとキャラクターソングが収録。DVDにリーディングドラマ、CDにキャラクターソングが収録されている。はぁと（高橋美佳子）が歌う「夢はアルカナ?」は、アルカナハートPS2版のOP曲にもなっている。
DVD収録トラック
1. リーディングドラマ「はぁと編」
2. リーディングドラマ「冴姫編」
3. リーディングドラマ「舞織編」
4. 特典映像「三人インタビュー」

CD収録トラック
1.「夢はアルカナ?」
歌：高橋美佳子、作詞：高屋校長、作曲・アレンジ：吉平元治
2.「GO AHEAD」
歌：志村由美、作詞：ねつかず、曲・アレンジ：吉平元治
3.「大切な私の宝物」
歌：土谷麻貴、作詞：土谷麻貴・吉平元治、作曲・アレンジ：吉平元治
4-6.各曲インストゥルメンタル

### ジョイスティック
- アルカナハート対応スティック
  - 発売元：HORI
  - PS2版に対応したジョイスティック。2007年10月11日、ソフトと同日発売。「HORI STORE.com」での数量限定販売。
- すっごい!アルカナハート2対応スティック
  - 発売元：HORI
  - PS2版に対応したジョイスティック。2009年4月9日、ソフトと同日発売。｢リアルアーケードPro.｣がベースになっている。「HORI STORE.com」での数量限定販売。
- アルカナハート3対応スティック for PlayStation3
  - 発売元：HORI
  - PlayStation 3専用ジョイスティック。2011年1月13日、ソフトと同日発売。オリジナルシール2種類付属。
- アルカナハート3対応スティック for Xbox 360
  - 発売元：HORI
  - Xbox 360専用ジョイスティック。2011年1月13日、ソフトと同日発売。オリジナルシール2種類付属。